# Santa Lucía La Reforma
Santa Lucía La Reforma é uma cidade da Guatemala do departamento de Totonicapán.